# Campaea honoraria
Campaea honoraria, conocida (en inglés) como espina adornada, es una especie de polilla perteneciente a la familia Geometridae. Se distribuye en la mayor parte del sur y centro de Europa. La especie fue descrita por primera vez por Michael Denis e Ignaz Schiffermüller en 1775. 

## Descripción
Es una polilla mediana con una envergadura de 25 a 50 milímetros (1 a 2 plg), las hembras siendo más grandes que los machos. El color de fondo de las alas es gris ocráceo, la hembra más gris parduzco, y el macho más gris rojizo. Las alas se ven indistintamente veteadas de oscuro, con una línea exterior recta, con márgenes blanquecinos en el exterior y una franja roja con punta blanca. Cuenta con dos líneas rectas, oscuras y blanquecinas que recorren el ala delantera. La externa se extiende hasta el ala trasera. Las alas presentan un punto central. Los bordes posteriores son festoneados.
La oruga de esta especie presenta en cada uno de sus segmentos medios una especie de anillo saliente de color gris blanquecino, que varía del violeta al rojizo. Tiene doce patas y once segmentos.

## Ciclo de vida
Es una especie polífaga, utiliza robles como planta hospedante pero se ha resgistrado sobre Carpinus betulus, Populus nigra Quercus cerris y especies Ilex, Quercus, Betula, Ulmus, Fagus y Prunus. 
Los adultos vuelan de abril a mediados de junio y nuevamente de julio a septiembre en dos generaciones al año. Frecuenta el olivo, donde se establece para el invierno, extendida a lo largo de sus ramas. La especie pasa el invierno en estado de pupa. Cae luego entre las hojas durante la cosecha, cuando se sacuden los árboles. La crisálida es de color marrón rojizo. Eclosiona entre mayo y octubre y es muy prolífica.

## Distribución
La especie se distribuye por el norte de África occidental y el sur y centro de Europa. Es una especie muy rara en Bélgica, originaria de las provincias de Luxemburgo y Namur. No se ha observado en los Países Bajos desde 1926. La especie está presente en territorio portugués.